# Mała Polanka Ornaczańska
Mała Polanka Ornaczańska lub po prostu Mała Polanka – polana w Dolinie Kościeliskiej w Tatrach Zachodnich, na wysokości 1095–1110 m. Jest to niewielka, płaska, otoczona lasem polana, stanowiąca część dawnej Hali Ornak. Po jej wschodniej stronie płynie Pyszniański Potok, będący źródłowym potokiem Kościeliskiego Potoku.
Polana niegdyś była koszona, obecnie jest porośnięta bujną trawą. Jej szersze otoczenie to obszar podlegający ochronie ścisłej (obszar ochrony ścisłej „Pyszna, Tomanowa, Pisana”). Jest to wielki kompleks lasu świerkowego, będący ostoją dzikiej zwierzyny. Z polany widok na Błyszcz, Liliowe Turnie i Siwe Turnie.
Na polanie znajduje się schronisko PTTK na Hali Ornak.

## Szlaki turystyczne
od schroniska poprzez Iwaniacką Przełęcz do Doliny Chochołowskiej. Szlak wspina się na przełęcz Dolinką Iwanowską i schodzi z niej Doliną Iwaniacką. Czas przejścia ze schroniska na przełęcz: 1:15 h, ↓ 50 min.

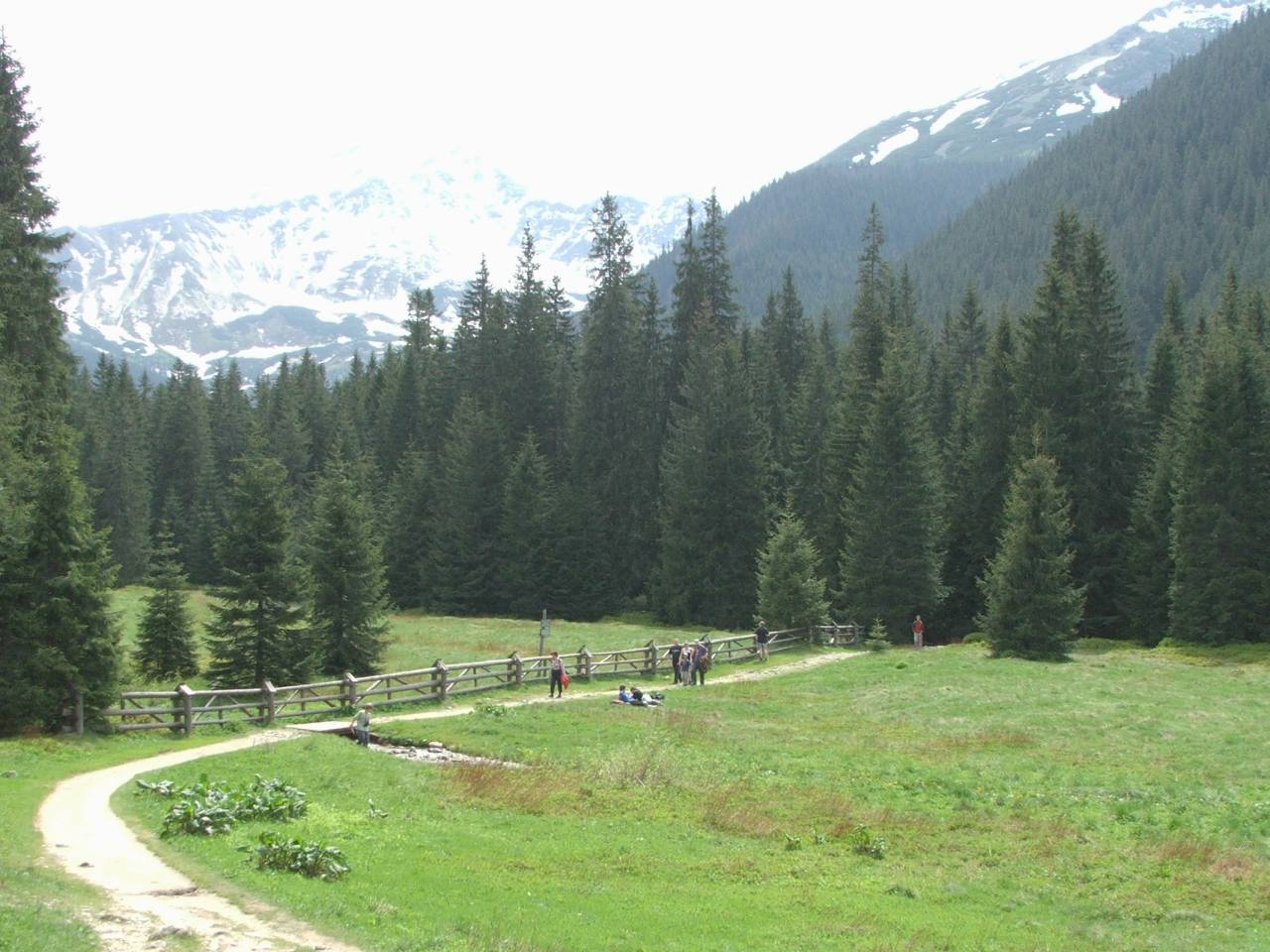
Mała Polanka Ornaczańska